# Давыдов, Иван Никитович
Иван Никитович Давыдов (15 января 1933, деревня Минковичи, Стародорожский район Минской области — 1981) — советский шахтёр, бригадир проходчиков горных выработок шахты № 4—9 комбината «Шахтёрскантрацит» Министерства угольной промышленности Украинской ССР, Донецкая область, Герой Социалистического Труда (1971). Лауреат Ленинской премии (1966). Полный кавалер знака «Шахтёрская слава».

## Биография
Родился 15 января 1933 года в деревне Минковичи Стародорожского района. После окончания школы фабрично-заводского обучения работал в Нижне-Сергинском леспромхозе Свердловской области. С 1952 по 1955 год проходил срочную службу в Советской Армии.
С 1955 по 1981 года — шахтёр шахты (№ 4—9) "Московская" комбината «Шахтёрскантрацит», бригадир проходчиков шахты «Московская» объединения «Шахтёрскантрацит» в городе Шахтёрск Донецкой области.
В 1961 году вступил в КПСС.
Указом Президиума Верховного Совета СССР от 30 марта 1971 года удостоен звания Героя Социалистического Труда с вручением ордена Ленина и золотой медали «Серп и Молот».
Член ЦК Коммунистической партии Украины (1971—1981).
Скончался в 1981 году.

## Награды
- Герой Социалистического Труда — указом Президиума Верховного Совета СССР от 30 марта 1971 года
- Ленинская премия
- Орден Ленина
- Орденом Октябрьской революции